# Orlando Magic 1995-1996
La stagione NBA 1995-1996 fu la 7ª stagione della storia degli Orlando Magic che si concluse con un record di 60 vittorie e 22 sconfitte nella regular season, il 1º posto nell'Atlantic Division e il 2º posto della Eastern Conference.
Nei playoff del 1996 sconfisse nell'ordine i Detroit Pistons e gli Atlanta Hawks, per poi arrendersi ai Chicago Bulls nelle finali della Eastern Conference.

## Draft
| Giro | Scelta | Giocatore    | Posizione         | Nazionalità | Università/Club |
| ---- | ------ | ------------ | ----------------- | ----------- | --------------- |
| 1    | 25     | David Vaughn | ala grande/centro | Stati Uniti | Memphis         |

## Regular season
| Squadra            | V  | P  | %    | GB |
| ------------------ | -- | -- | ---- | -- |
| Orlando Magic      | 60 | 22 | 73,2 | -  |
| New York Knicks    | 47 | 35 | 57,3 | 13 |
| Miami Heat         | 42 | 40 | 51,2 | 18 |
| Washington Bullets | 39 | 43 | 47,6 | 21 |
| Boston Celtics     | 33 | 49 | 40,2 | 27 |
| New Jersey Nets    | 30 | 52 | 36,6 | 30 |
| Philadelphia 76ers | 18 | 64 | 22,0 | 42 |

## Play-off

### Primo turno
Gara 1
| 26 aprile 1996 | Orlando Magic | 112 – 92 | Detroit Pistons |  |

Gara 2
| 28 aprile 1996 | Orlando Magic | 92 – 77 | Detroit Pistons |  |

Gara 3
| 30 aprile 1996 | Detroit Pistons | 98 – 101 | Orlando Magic |  |

### Semifinali di Conference
Gara 1
| 8 maggio 1996 | Orlando Magic | 117 – 105 | Atlanta Hawks |  |

Gara 2
| 10 maggio 1996 | Orlando Magic | 120 – 94 | Atlanta Hawks |  |

Gara 3
| 12 maggio 1996 | Atlanta Hawks | 96 – 103 | Orlando Magic |  |

Gara 4
| 13 maggio 1996 | Atlanta Hawks | 104 – 99 | Orlando Magic |  |

Gara 5
| 15 maggio 1996 | Orlando Magic | 96 – 88 | Atlanta Hawks |  |

### Finali di Conference
Gara 1
| 19 maggio 1996 | Chicago Bulls | 121 – 83 | Orlando Magic |  |

Gara 2
| 21 maggio 1996 | Chicago Bulls | 93 – 88 | Orlando Magic |  |

Gara 3
| 25 maggio 1996 | Orlando Magic | 67 – 86 | Chicago Bulls |  |

Gara 4
| 27 maggio 1996 | Orlando Magic | 101 – 106 | Chicago Bulls |  |

## Roster
| N° | Naz.                   | Ruolo | Sportivo          | Anno | Alt. | Peso |
| -- | ---------------------- | ----- | ----------------- | ---- | ---- | ---- |
| 1  | Stati Uniti (bandiera) | GA    | Anfernee Hardaway | 1971 | 201  | 88   |
| 3  | Stati Uniti (bandiera) | A     | Dennis Scott      | 1968 | 203  | 104  |
| 5  | Stati Uniti (bandiera) | A     | Donald Royal      | 1966 | 203  | 95   |
| 10 | Stati Uniti (bandiera) | G     | Darrell Armstrong | 1968 | 183  | 77   |
| 12 | Stati Uniti (bandiera) | AC    | Joe Wolf          | 1964 | 211  | 104  |
| 14 | Stati Uniti (bandiera) | GA    | Anthony Bowie     | 1963 | 198  | 86   |
| 20 | Stati Uniti (bandiera) | G     | Brian Shaw        | 1966 | 198  | 86   |
| 22 | Stati Uniti (bandiera) | G     | Brooks Thompson   | 1970 | 193  | 88   |
| 24 | Stati Uniti (bandiera) | A     | Anthony Bonner    | 1968 | 203  | 98   |
| 25 | Stati Uniti (bandiera) | GA    | Nick Anderson     | 1968 | 198  | 93   |
| 31 | Stati Uniti (bandiera) | AC    | Jeff Turner       | 1962 | 206  | 104  |
| 32 | Stati Uniti (bandiera) | C     | Shaquille O'Neal  | 1972 | 216  | 147  |
| 42 | Stati Uniti (bandiera) | A     | David Vaughn      | 1973 | 206  | 109  |
| 43 | Paesi Bassi (bandiera) | C     | Geert Hammink     | 1969 | 213  | 119  |
| 45 | Stati Uniti (bandiera) | C     | Jon Koncak        | 1963 | 213  | 113  |
| 54 | Stati Uniti (bandiera) | AC    | Horace Grant      | 1965 | 208  | 98   |

## Staff tecnico
- Allenatore: Brian Hill
- Vice-allenatori: Richie Adubato, Tree Rollins, Tom Sterner

### Arrivi/partenze
Mercato e scambi avvenuti durante la stagione:
Arrivi
| N° | Naz.                   | Ruolo | Sportivo |  | Alt. |  |
| -- | ---------------------- | ----- | -------- |  | ---- |  |
| 12 | Stati Uniti (bandiera) | AG    | Joe Wolf |  |      |  |

Partenze
| N° | Naz.                   | Ruolo | Sportivo      |  | Alt. |  |
| -- | ---------------------- | ----- | ------------- |  | ---- |  |
| 43 | Paesi Bassi (bandiera) | C     | Geert Hammink |  |      |  |

## Premi e onorificenze
- Anfernee Hardaway incluso nell'All-NBA First Team
- Shaquille O'Neal incluso nell'All-NBA Third Team
- Horace Grant incluso nell'All-Defensive Second Team